# Ново бърдо (крепост)
Вижте пояснителната страница за други значения на Ново бърдо.
Крепостта Ново Бърдо, наричана още Гумнище е сръбска средновековна крепост, построена за защита на рударския град Ново бърдо, в Сръбското деспотство (днес на територията на Източно Косово).
В околностите на крепостта са разкрити археологически останки от антично селище с илирo-тракийски произход.
Запазени са сгради, съоръжения и укрепления от средновековния град, който на свой ред, показва взаимните влияния между други две, по-късни култури и строителни традиции – европейската и ислямската (Ново бърдо с неговите сребърни рудници и крепостта са завоювани от султан Мехмед II Завоевателя през 1455 г., непосредствено след превземането на Константинопол). Впечатляващите археологически останки и архитектурни обекти (крепостните стени на средновековния град), както и привлекателната природна среда сред която се намират останките, правят мястото привлекателен обект на културния и природния туризъм.
Константин Михайлович в „Записки на еничарина“ нарича Ново бърдо „преславна майка на градовете“, което доста красноречиво говори за значението на тогавашния град в който са забегнали в годините на османското завоевание редица представители на столичната константинополска знат. За последно преди превземането на средновековната крепост от османските турци, тя е във владение на деспот Георги Бранкович.
На 13 km югоизточно от крепостта се намират останките на укрепения ѝ форт Прилепец (Прилепъц), а на 12 km югозападно от другия ѝ укрепен форт – Призренец (Призренъц).
Пребивавали и свързани с Ново бърдо са видните средновековни книжовници Владислав Граматик и Димитър Кантакузин.